# Archeologo

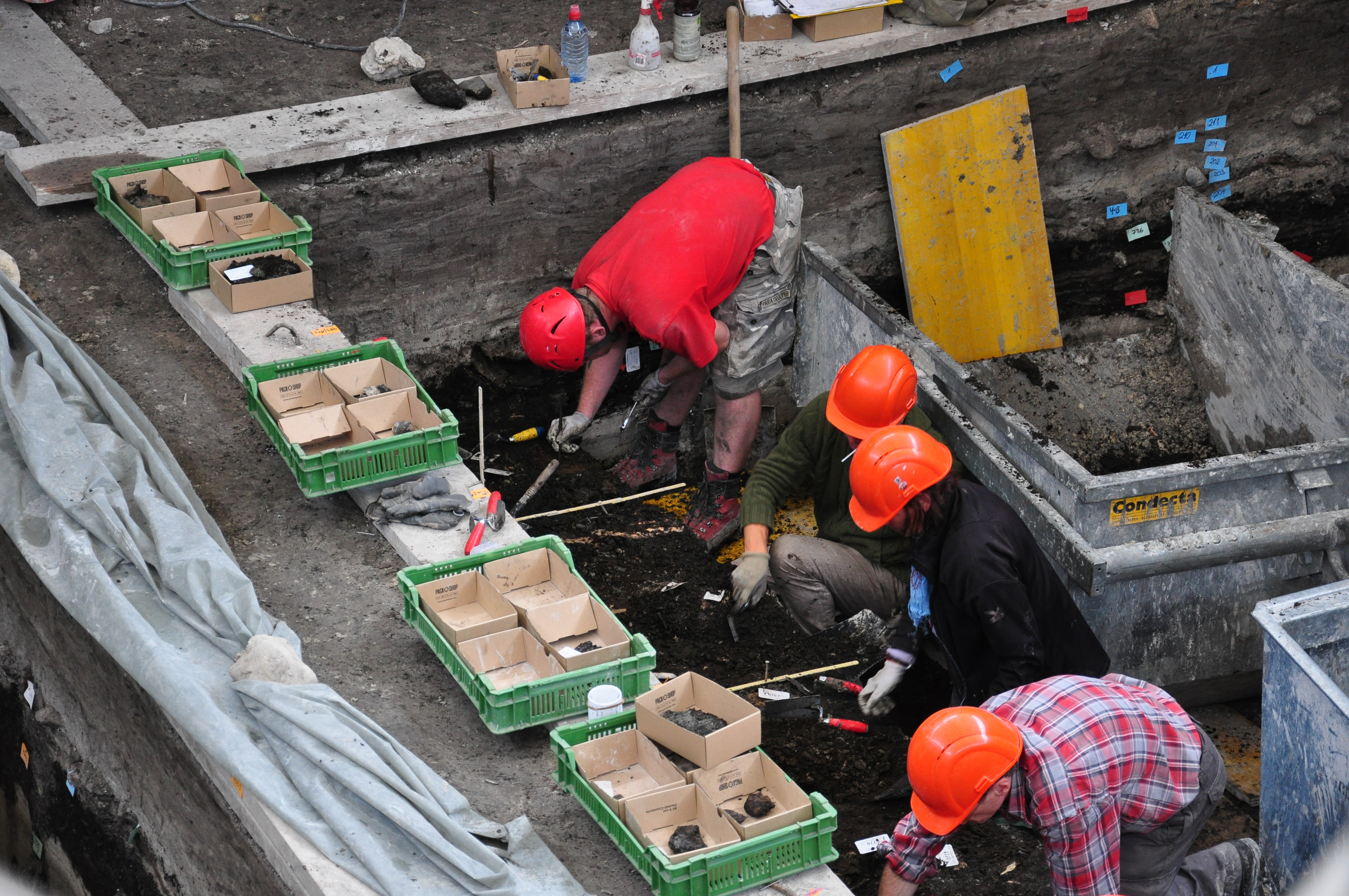
Archeologi al lavoro durante la costruzione del parcheggio del Teatro dell'Opera di Zurigo, in Svizzera.

L'archeologo è un professionista qualificato in una delle branche dell'archeologia, ossia quella vasta disciplina che studia le civiltà e le culture umane del passato e le loro relazioni con l'ambiente circostante, mediante la raccolta, la documentazione e l'analisi delle tracce materiali che hanno lasciato: architetture, manufatti, resti biologici e umani.

## Storia
La qualifica professionale di archeologo non è oggi regolamentata in Italia da alcun testo normativo, né per quanto riguarda il suo profilo formativo sia per quanto riguarda l'esercizio della professione. La sua formazione avveniva tradizionalmente all'interno dei corsi di laurea in Lettere Classiche, preferibilmente anche grazie al conseguimento del diploma di specializzazione in Archeologia, ma oggi dopo una sostanziale evoluzione del curriculum di studi, sono stati istituiti corsi di studi appositi a livello di laurea in Beni Culturali (classe L-1) o in Lettere Classiche (classe L-10) e di laurea magistrale in Archeologia (classe LM 2). Tale formazione può essere integrata da una scuola di specializzazione biennale (erede della vecchia scuola triennale) oppure dal conseguimento del titolo di dottore di ricerca in Scienze dell'Antichità.

## Formazione
L'evoluzione della formazione riflette la diversa collocazione professionale odierna dell'archeologo: da studioso del passato è diventato a tutti gli effetti un professionista a servizio del territorio che si occupa di fornire, sia a livello di progettazione, sia a livello di esecuzione di opere di scavo, le soluzioni atte a realizzare le opere sul territorio nel rispetto delle leggi di tutela, sotto il controllo delle Soprintendenze ai Beni Archeologici ma in regime di autonomia in quanto su incarico delle Stazioni appaltanti o delle imprese costruttrici. Il suo compito risulta quindi essere quello di assicurare la corretta esecuzione dei lavori di scavo archeologico e, a monte dell'iter progettuale, fornire un'attendibile valutazione del rischio archeologico che consenta l'attivazione dei necessari provvedimenti di tutela e protezione.